# Diamond DA50
Le Diamond DA50 RG est un avion léger du constructeur autrichien Diamond Aircraft.

## Histoire
Le Diamond DA50 RG est un avion en matériau composite de 5 places.
La version initiale nommée DA50 Super Star vole pour la première fois le 4 avril 2007. L'avion est alors équipé d'un moteur essence et d'un train fixe.
Le développement est interrompu par la crise économique mondiale de 2008 avant de reprendre en 2015.
L'avion connaît plusieurs évolutions au cours de son développement.
Différentes motorisations essence et diesel sont testées: Continental, Austro Engine, Ivtchenko-Progress, SMA et Lycoming.
La version finale nommée DA50 RG est finalement équipée d'un moteur 6-cylindres diesel Continental CD-300 de 300 ch et d'un train rentrant.
L'avionique est composée du Garmin G1000 NXi et du pilote automatique GFC700.
L'avion est certifié le 9 septembre 2020,.
Le DA50 a une envergure de 13,41 m (44 pieds) qui le rend incompatible avec les hangars en T (en) de 40 pieds couramment utilisés aux USA.

## Modèles

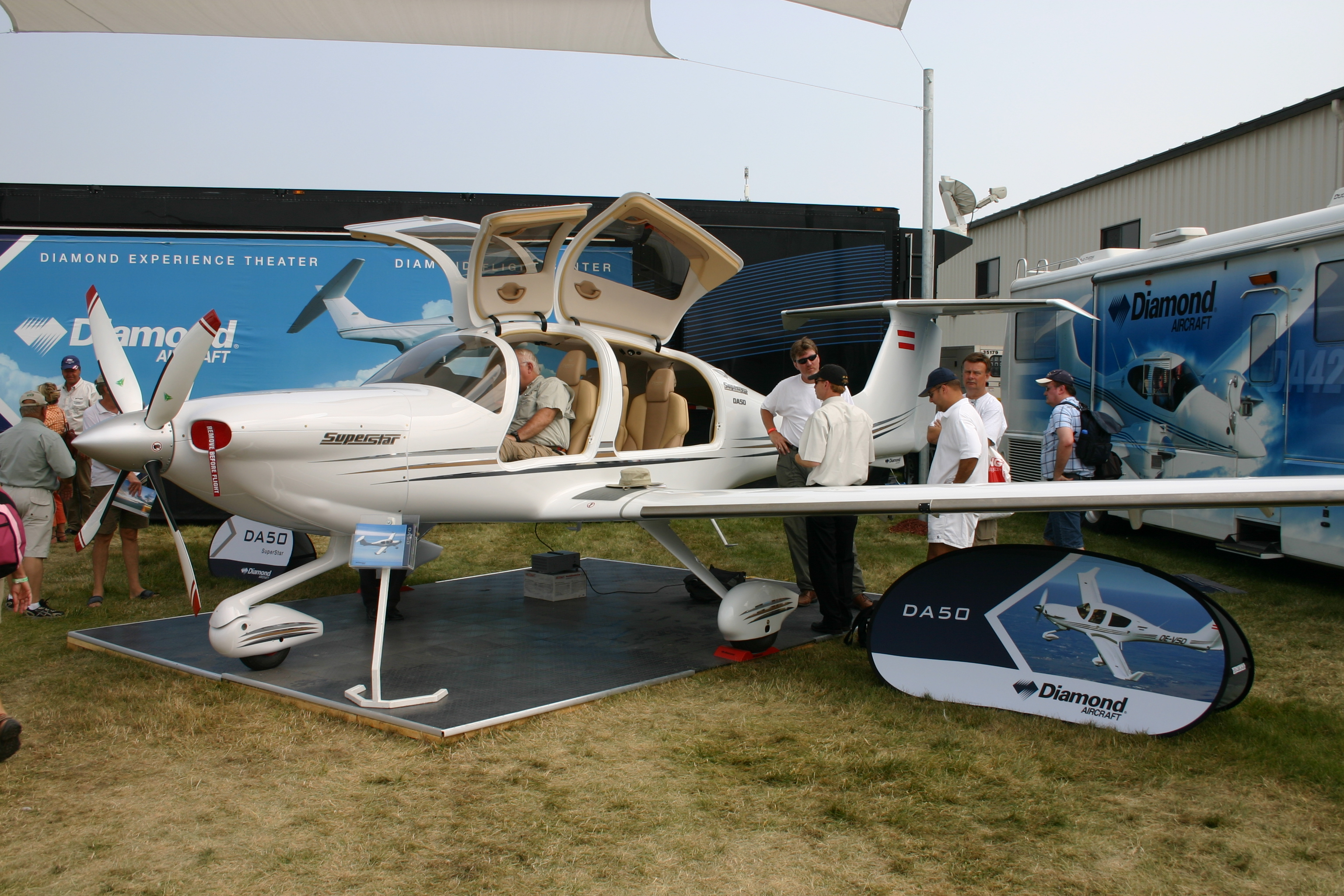
Diamond DA50 Super Star (prototype à train fixe de 2007)

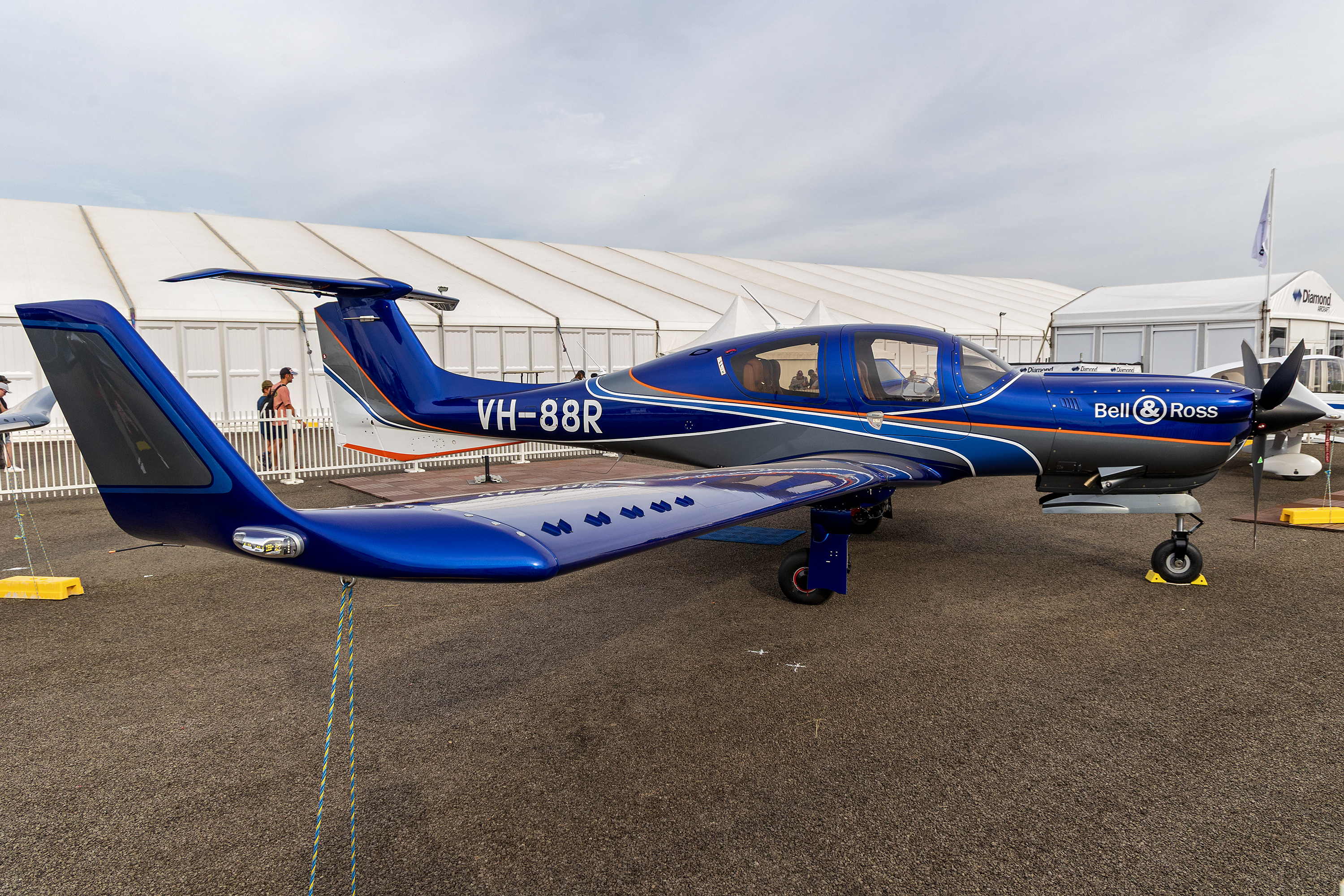
Diamond DA50 RG

DA50 Super Star
Moteur 6-cylindres essence Continental TSIOF-550J (350 ch). 2007.
DA50 Magnum
Moteur 4-cylindres diesel Austro Engine AE300 (170 ch). 2008.
DA50 JP7
Moteur turbopropulsé (JP7 pour Jet Prop et 7 places) Ivtchenko-Progress AI-450S (465 ch). 2015.
DA50 IV
Version 4 places. Moteur 4-cylindres diesel SMA SR305-230 (230 ch). 2017.
DA50 V
Version 5 places. Moteur 4-cylindres diesel SMA SR305-260E (260 ch). 2017,.
DA50 VII
Version 7 places. Trois moteurs sont testés: SMA (360 ch), Lycoming (375 ch) et Ivtchenko-Progress AI-450S (465 ch). 2017.
DA50 RG
Moteur 6-cylindres diesel Continental CD-300 (300 ch) et train rentrant (RG pour Retractable Gear). Commercialisé en 2020.

## Livraisons
(Source GAMA)
| Année      | 2021 | 2022 | 2023 | 2024 | Total |
| ---------- | ---- | ---- | ---- | ---- | ----- |
| Livraisons | 7    | 16   | 19   | 26   | 68    |